# Distretto di Buk (Ulsan)
Buk (Hangŭl: 북구; Hanja: 北區) è un distretto di Ulsan. Ha una superficie di 80,41 km² e una popolazione di 149.676 abitanti al 2005.